# Crimă la vicariat
Crimă la vicariat este un roman polițist scris de către scriitoarea britanică Agatha Christie.

## Sinopsis
În romanul polițist Crimă la vicariat, Agatha descrie prima aventură a detectivei Miss Marple chiar în satul său fictiv, St Mary Mead. În primul rând, colonelul Protheroe este găsit mort pe biroul domnului vicar, chiar în vicariat. Acesteia i se ridică mari probleme în a descoperi făptașul deoarece nimeni nu l-a putut suporta pe răposat.

## Traduceri înlimba română
- Editura Rao, 2007, Seria Agatha Christie, 288 de pagini, ISBN 978-973-10-3218-4 [2]

## Istoria publicărilor
- 1930, Collins Crime Club (Londra), octombrie 1930, 256 pp
- 1930, Dodd Mead and Company (New York), 1930, 319 pp
- 1948, Penguin Books, Paperback, (Penguin number 686), 255 pp
- 1948, Dell Books (New York), Paperback, 223 pp
- 1961, Fontana Books (imprimată de HarperCollins), 191 pp
- 1976, Greenway edition of collected works (William Collins), Hardcover, 251 pp, ISBN 0-00-231543-2
- 1978, Greenway edition of collected works (Dodd Mead and Company), Hardcover, 251 pp
- 1980, Ulverscroft Large Print Edition, 391 pp, ISBN 0-70-890476-9
- 2005, Marple Facsimile edition (Facsimile of 1930 UK first edition), 12 septembrie 2005, ISBN 0-00-720842-1

Romanul a fost ecranizat prima dată în Statele Unite ale Americii din 18 - 20 august până în 20 octombrie 1930.

## Titlurile romanului în lume
- Română: Crimă la vicariat
- Engleză: en:The Murder at the Vicarage
- Germană: de:Mord im Pfarrhaus
- Rusă: ru:Убийство в доме викария